# Everything's Gone Green
Everything's Gone Green är en singel av New Order från 1981. Gruppens sound förändrades mer och mer till att bli elektroniskt. Singeln släpptes bara i Belgien. En nedkortad version av låten hade tidigare varit b-sida på singeln Procession.

## Låtlista
12" singel (FBN 8)
1. "Everything's Gone Green" – 5:33
2. "Cries and Whispers" – 3:25
3. "Mesh" – 3:00

7" singel (Fac 53)
1. "Procession" – 4:25
2. "Everything's Gone Green" – 4:11

## Listplaceringar
| Lista (1981)                | Topplacering |
| --------------------------- | ------------ |
| Brittiska indiesingellistan | 3            |